# Lettres de l'Inde
Las Lettres de l’Inde (Cartas de India) son una serie de once artículos del escritor francés  Octave Mirbeau, publicados  en el año 1885 en dos periódicos franceses,  Le Gaulois y Le Journal des débats, y firmados  Nirvana. Fueron recogidos en volumen en el año 1991. 

## Comentarios
Se trata de una mitificación literaria, porque Octave Mirbeau no viajó nunca a la India. Estaba en Francia cuando escribía sus cartas.
Inicialmente, Mirbeau quería ridiculizar un periodista del Gaulois, Robert de Bonnières, quien hizo realmente un largo periplo en India, desde donde envió « Recuerdos de viaje », recogidos en sus Mémoires d’aujourd’hui (1886). Pero se trata también de literatura alimentaria: Mirbeau pone en forma literaria las informaciones remitidas por su amigo François Deloncle, enviado en misión en India por Jules Ferry en el año 1883. 
En esta época Mirbeau aún es un «proletario de las Letras» y todavía no tiene ninguna libertad de expresión. Así, en sus Lettres de l’Inde, el futuro anticolonialista todavía opone el “buen” colonialismo francés, respetuoso de los pueblos y de sus costumbres, al odioso colonialismo de los ingleses, cínicos opresores del pueblo indio. 
No obstante Mirbeau está consciente de los trastornos nacientes en el Oriente. Expresa su fascinación para la civilización india y el desprendimiento, el fatalismo y la «inmovilidad» del pueblo indio. Está también interesado por el budismo, presentado como una religión sin Dios, emancipadora del pensamiento humano y por consiguiente exenta de fanatismo.